# Єрмаківська сільська рада
Єрмакі́вська сільська́ ра́да — адміністративно-територіальна одиниця та орган місцевого самоврядування у Джанкойському районі Автономної Республіки Крим. Адміністративний центр — село Єрмакове.

## Загальні відомості
- Населення ради: 3 102 особи (станом на 2001 рік)

## Населені пункти
Сільській раді були підпорядковані населені пункти:
- с. Єрмакове
- с. Вітвисте
- с. Копані
- с. Островське
- с. Придорожнє
- с. Солоне Озеро
- с. Стовпове

## Склад ради
Рада складалася з 20 депутатів та голови.
- Голова ради: Бочаров Олександр Іванович
- Секретар ради: Баранова Алла Олександрівна

### Керівний склад попередніх скликань
| Прізвище, ім'я, по батькові | Основні відомості                                                         | Дата обрання | Дата звільнення |
| --------------------------- | ------------------------------------------------------------------------- | ------------ | --------------- |
| Бочаров Олександр Іванович  | Сільський голова, 1960 року народження, освіта вища, член Партії регіонів | 26.03.2006   | 31.10.2010      |
| Бочаров Олександр Іванович  | Сільський голова, 1960 року народження, освіта вища, член Партії регіонів | 31.10.2010   |                 |

Примітка: таблиця складена за даними сайту Верховної Ради України

### Депутати
За результатами місцевих виборів 2010 року депутатами ради стали:

#### За суб'єктами висування
| Суб'єкт висування | Кількість обраних депутатів | %  |
| ----------------- | --------------------------- | -- |
| Партія регіонів   | 17                          | 85 |
| Самовисування     | 3                           | 15 |

#### За округами
| № округу        | Прізвище, ім'я, по батькові       | Дата визнання обраним | Освіта             | Партійна приналежність | Відомості про обраного депутата                                              |
| --------------- | --------------------------------- | --------------------- | ------------------ | ---------------------- | ---------------------------------------------------------------------------- |
| Партія регіонів |                                   |                       |                    |                        |                                                                              |
| 1               | Мустафаєва Адіка                  | 04.11.2010            | середня            | позапартійна           | територіального центру обслуговування, с. Солоне Озеро, соціальний працівник |
| 2               | Богомаз Ольга Миколаївна          | 04.11.2010            | вища               | член Партії регіонів   | Єрмаковський навчально-виховний комбінат, заступник директора                |
| 3               | Філіппова Любов Миколаївна        | 04.11.2010            | середня            | член Партії регіонів   | пенсіонер                                                                    |
| 4               | Бучков Микола Борисович           | 04.11.2010            | середня            | член Партії регіонів   | ст. Джанкой, путієць                                                         |
| 5               | Лісовська Римма Іванівна          | 04.11.2010            | вища               | позапартійна           | фельдшерсько-акушерський пункт, с. Солоне Озеро, завідувачка                 |
| 6               | Луньов Ігор Миколайович           | 04.11.2010            | середня            | член Партії регіонів   | тимчасово не працює                                                          |
| 7               | Даллакян Гурген Мішаі             | 04.11.2010            | середня            | член Партії регіонів   | приватний підприємець                                                        |
| 8               | Шихаметова Світлана Володимирівна | 04.11.2010            | вища               | член Партії регіонів   | Єрмаковський навчально-виховний комбінат, прибиральниця                      |
| 9               | Баранова Алла Олександрівна       | 04.11.2010            | вища               | член Партії регіонів   | Єрмаковська сільська рада, секретар                                          |
| 12              | Суханек Ніна Павлівна             | 04.11.2010            | вища               | член Партії регіонів   | Солоноозерський інтернат людей похилого віку, секретар                       |
| 13              | Якушева Антоніна Вікторівна       | 04.11.2010            | середня            | член Партії регіонів   | тимчасово не працює                                                          |
| 14              | Процюк Неля Володимирівна         | 04.11.2010            | середня            | член Партії регіонів   | тимчасово не працює                                                          |
| 15              | Приходько Дмитро Геннадійович     | 04.11.2010            | середня            | член Партії регіонів   | «Агро-комунсервіс», електрик                                                 |
| 16              | Скатькова Ірина Іванівна          | 04.11.2010            | середня            | член Партії регіонів   | фельдшерсько-акушерський пункт с. Придорожнє, медична сестра                 |
| 17              | Кіліна Ольга Олександрівна        | 04.11.2010            | середня            | член Партії регіонів   | ТОВ «Артекс-Агро Ніва», обліковець тракторної бригади                        |
| 18              | Савицький Ігор Цезаревич          | 04.11.2010            | середня            | позапартійний          | Стовповська загальноосвітня школа І-ІІІ ст., сторож                          |
| 19              | Бушуєва Лілія Михайлівна          | 04.11.2010            | вища               | позапартійна           | ТОВ «Артекс-Агро Ніва», економіст                                            |
| Самовисування   |                                   |                       |                    |                        |                                                                              |
| 10              | Фоменко Лариса Василівна          | 04.11.2010            | середня спеціальна | член Партії «Союз»     | Єрмаковська сільська рада, спеціаліст юрист                                  |
| 11              | Лавринюк Віктор Миколайович       | 04.11.2010            | вища               | член Партії «Союз»     | Єрмаковська сільська рада, спеціаліст по земельним питанням                  |
| 20              | Радчук Тетяна Вікторівна          | 14.06.2011            | середня            | позапартійна           | тимчасово не працює                                                          |